# Sainte-Foy (Saône-et-Loire)
Sainte-Foy település Franciaországban, Saône-et-Loire megyében. Lakosainak száma 143 fő (2022. január 1.). Sainte-Foy Briant, Saint-Julien-de-Jonzy, Sarry és Semur-en-Brionnais községekkel határos.

## Népesség
A település népessége az elmúlt években az alábbi módon változott:
| Lakosok száma | 120  | 133  | 141  | 139  | 138  | 138  | 140  | 141  | 143  |
|               | 2013 | 2015 | 2016 | 2017 | 2018 | 2019 | 2020 | 2021 | 2022 |